# 陈辛仁
陈辛仁（1915年11月7日—2005年7月25日），生于广东省普宁县（今属普宁市）华溪村，外交家、中国共产党党员、文化部原顾问、原国务院对外文化联络委员会副主任。

## 生平
1933年夏，参加革命工作，前往北平，参加“左联”，主编北平“左联”机关刊物《理论与创作》。1934年底，到日本，编辑《杂文》杂志，并主编《文艺理论小丛书》。1936年，转香港，编辑《民族战线》月刊。1937年夏，在上海参加战地服务工作。1938年夏后，在新四军任职，参加敌后抗战和建立抗日根据地。
1941年后，历任敌工部科长、教导大队教员、团政治处主任、新四军第二师（淮南军区）政治部宣传部长、中共淮南区党委宣传部长、新四军（兼华东军区）政治部宣传部长，中共华东局宣传部副部长等职，福建省委常委、宣传部长、福州市军管会文教部部长。中华人民共和国成立后，历任中共福建省委宣传部长，福建省教育厅厅长、华东文化教育委员会委员、中共福建省委副书记、福建省人民政府副主席。1954年，调任中共江苏省委书记处书记。1954年9月至1958年12月，任中华人民共和国驻芬兰大使。1959年1月至1966年5月，任外交部国际关系学院院长、外交学院院长、党委书记、外交部党委委员。1972年1月至1974年12月，中华人民共和国驻伊朗首任大使。1975年，接替郝德青，担任中华人民共和国驻荷兰大使。1978年10月至1980年12月，中华人民共和国驻菲律宾大使。
1981年2月至1982年6月，任国务院对外文化联络委员会常务副主任、党组副书记。1982年7月至1986年7月，任文化部顾问、对外文化交流委员会主任。1986年8月后，任中国对外文化交流协会副会长、文化部党史征集委副主任、外交学院兼职教授，汕头经济特区顾问。第二届、第三届全国人民代表大会代表。2005年7月25日，逝世。